# Bornholmsgattet

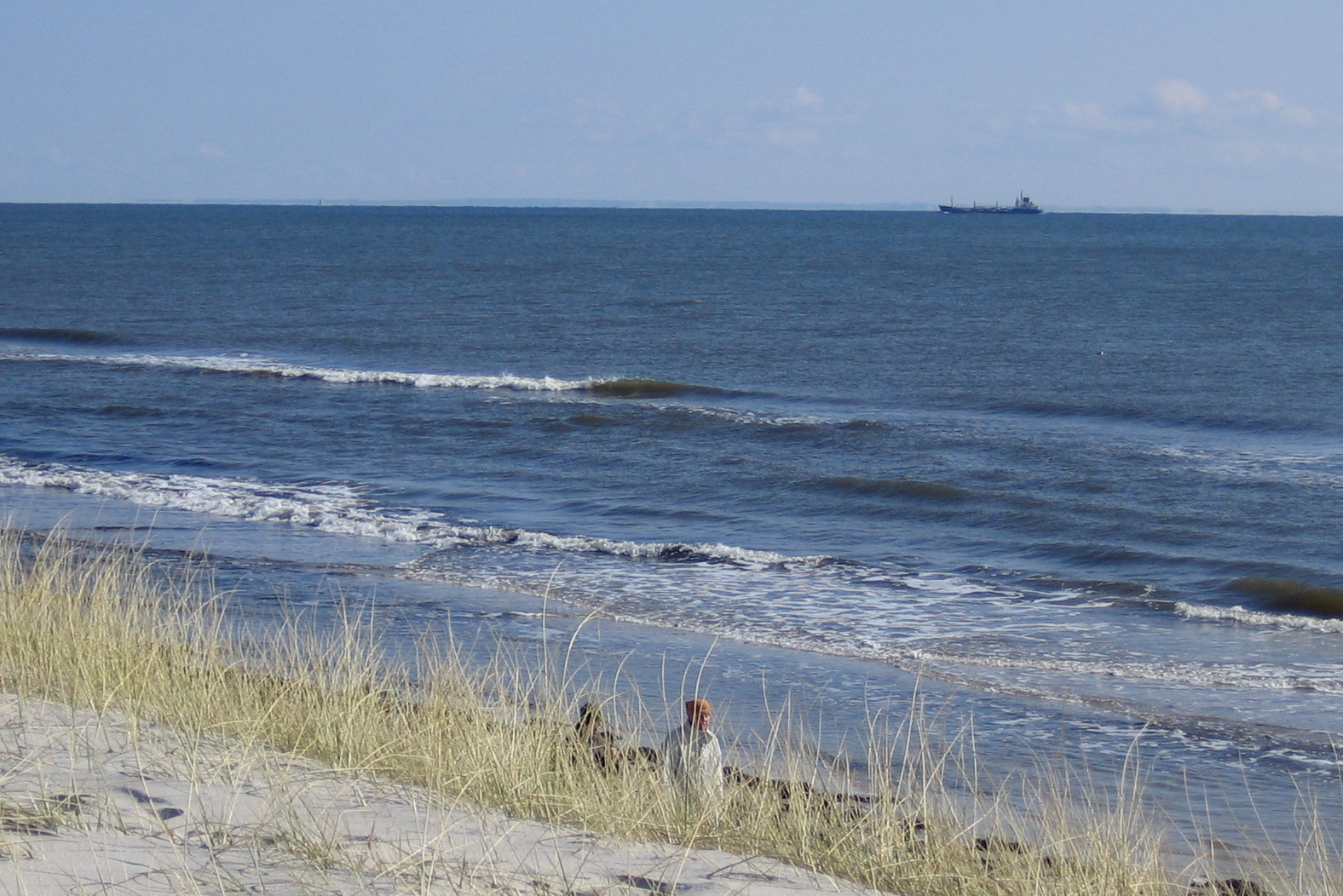
Bornholmsgattet från Sandhammaren. Bornholm anas vid horisonten.

Bornholmsgattet är ett havssund mellan Bornholm och Skånes kust. Det är ett av världens mest trafikerade sund. Den sydgående trafiken går på den svenska sidan och den nordgående på den danska sidan av gattet. Omkring 50 000 yrkesfartyg passerar sundet varje år.
Gattet är känt för att ha krabb och kraftig sjö vid hårt väder. Det kinesiska bulkfartyget Fu Shan Hai sjönk i Bornholmsgattet den 31 maj 2003.
Den danska lastpråmen Karin Høj, kapsejsade den 13 dec 2021 Kl 03.30, efter att ha blivit rammat av det engelska lastfartyget Scot Carrier i gattet.
På sin smalaste plats är gattet 19,2 nautiska mil (35,6 km) brett, och på sin djupaste punkt cirka 60 meter djupt.